# TV Cable
TV Cable fue una proveedora de televisión por cable colombiana, basada en Bogotá. Fue una de las primeras operadoras en comercializar el servicio de internet de banda ancha usando una red fibra óptica en Bogotá, la misma usada para comercializar su servicio de televisión. Es propiedad de Claro, antes conocida como Telmex.

## Historia
TV Cable fue lanzado al mercado el 18 de diciembre de 1987. Su oferta consistía de cuatro canales (Familiar, Deportes, Cine e Internacional), cuyas emisiones y edición eran realizadas por la misma empresa. Estos canales se emitían codificados y por televisión terrestre en UHF; el usuario debía de adquirir un decodificador para poder ver los 4 canales.
En enero de 1995, TV Cable empezó a implementar una red de fibra óptica en la ciudad de Bogotá. De esta manera, se volvió la primera proveedora de televisión paga en usar esta tecnología en el país, lo cual permitió ofrecer un mayor número de servicios adicionales como el aumento de más canales de vídeo, la creación de un sistema pay per view (ofrecido por la empresa Digital Latin America de la corporación venezolana Grupo Cisneros), canales premium y canales de radio en estéreo.

### Compra por Telmex
A finales de 2006, la empresa mexicana Telmex adquirió TV cable, Superview, Cablepacífico y Teledinámica en Barranquilla para formar una empresa de servicio «triple play» (Televisión + Telefonía + Internet). En 2007, Telmex adquirió otra proveedora de televisión llamada Cablecentro. 
Posteriormente, en 2012, Telmex es adquirida por Claro, propiedad del América Móvil.

## Servicios
CableNet: En julio de 1997, TV Cable creó el servicio de CableNet, a través del cual los suscriptores podían navegar en Internet sin utilizar líneas telefónicas. Al comienzo, su costo se pagaba en dólares estadounidenses, independientemente de la factura de la prestación de televisión por cable.
SMART: En 2006, la empresa lanzó al mercado un nuevo servicio de televisión, «SMART» que incluía más de 130 canales de vídeo (algunos emitiéndose de forma digital), canales de audio y una guía electrónica en pantalla. 
LIBRE: A finales de octubre de 2006, TV Cable lanzó el servicio de telefonía digital sobre su red de fibra óptica, el cual adoptó como nombre «LIBRE», con una amplia expectativa publicitaria, la cual consistía en llamar a un número telefónico para "Liberar" los teléfonos fijos de la ciudad.